# William H. Block Co.
De William H. Block Company was een warenhuisketen in Indianapolis en andere steden in Indiana. Het bedrijf werd in 1874 opgericht door Herman Wilhelm Bloch, een immigrant uit Oostenrijk-Hongarije die zijn naam had veramerikaniseerd naar William H. Block. De vlaggenschipwinkel was sinds 1896 gevestigd op East Washington Street 9 in Indianapolis. Het bedrijf noemde zichzelf ook wel The Wm. H. Block Co. en Block's.

## Geschiedenis
In 1910 werd op de hoek van Illinois Street en Market Street een nieuwe winkel van acht verdiepingen gebouwd naar een ontwerp van Arthur Bohn en Kurt Vonnegut sr. van Vonnegut & Bohn. De nieuwe winkel op North Illinois Street 50 werd op 3 oktober 1911 officieel geopend voor het publiek.  
Block bleef actief in het bedrijf tot aan zijn dood in 1928. Toen werd het management van het bedrijf overgedragen aan zijn drie zonen: M.S. Block, R.C. Block en E.A. Block. In 1934 werd de winkel bijna twee keer zo groot. De architect voor de uitbreiding van 1934 was Kurt Vonnegut sr. Tijdens de uitbreiding werden het interieur en exterieur van het gebouw opnieuw ontworpen in een moderne stijl, inclusief meubilair, roestvrijstalen roltrappen en twee verdiepingen hoge gepolijste zwarte marmeren en roestvrijstalen ingangen. De architectonische tekeningen van de ingangen werden het handelsmerk van de winkel op geschenkdozen, advertenties en briefpapier van het bedrijf. In een publicatie van het bedrijf werd de winkel omschreven als "een van de mooiste warenhuizen van het land". In de winkel aan Illinois Street waren meerdere restaurants, waaronder de Fountain Luncheonette, de Terrace Tea Room, de Men's Grille en de James Whitcomb Riley Room. Block's was het op een na grootste detailhandelsbedrijf in Indiana, met als grootste concurrent L.S. Ayres & Co. Andere concurrenten waren H.P. Wasson and Company en L. Strauss & Co.
De winkel van Block was gevestigd aan Market Street, tegenover het treinstation Indianapolis Traction Terminal. Van 1900 tot de jaren 1930 bracht het interlokale netwerk van Indiana duizenden winkelende mensen uit de kleinere steden in centraal Indiana naar het centrum van Indianapolis. De beschikbaarheid van goedkoop openbaar vervoer naar het centrum van Indianapolis zorgde ervoor dat de klantenkring waaruit de warenhuizen in Indianapolis konden putten, aanzienlijk toenam. Block's, dat direct tegenover het station ligt, was het eerste warenhuis dat mensen bezochten. De belangrijkste concurrenten van Block zaten minstens één blok verderop, in Washington Street. Centraal Indiana beschikte over het meest uitgebreide interlokale netwerk van de Verenigde Staten. De meeste kleine steden waren aangesloten op het systeem of er was een station in de buurt. Interlokale treinen vanuit Indianapolis reden tot in Dayton, Ohio en Fort Wayne, Indiana. Het netto resultaat van het interlokale systeem voor Block en zijn concurrenten was een klantenbestand dat kon wedijveren met dat van veel grotere steden in het Middenwesten en het oosten, zoals Detroit, Philadelphia en Washington, DC.
In 1954 werd een klein filiaal geopend in de wijk Broad Ripple in Indianapolis, op East Broad Ripple Avenue 724 en bleef daar tot eind 1960, toen het werd vervangen door een filiaal van Union Federal Savings & Loan. Na diverse naamswijzigingen en fusies van banken is deze financiële instelling nog steeds gevestigd op dezelfde locatie als een filiaal van de Huntington National Bank .

## Uitbreiding in Bloomington
In 1942, tijdens de Tweede Wereldoorlog, opende Block's zijn eerste filiaal buiten Indianapolis in de stad Bloomington op South Indiana Avenue 104, recht tegenover de campus van de Universiteit van Indiana. Het heette de Block's College Shop. Het was zo succesvol dat het uiteindelijk werd uitgebreid naar aangrenzende winkelpanden toen deze beschikbaar kwamen. In 1955 werd het adres van de winkel gewijzigd in South Indiana Avenue 100, vanwege de laatste uitbreidingen.
Nadat de College Mall in 1965 aan de oostkant van Bloomington werd geopend, verhuisden winkels zich geleidelijk van het centrum van Bloomington naar het winkelcentrum of de omliggende gebieden. In 1972 opende Block's een tweede Bloomington-winkel in de College Mall. Deze locatie was aan de overkant van de gang van een van de oorspronkelijke hoofdwinkels, concurrerend warenhuis Wasson's.
Omdat beide winkels samen klein waren vergeleken met de nieuwe winkels die Block's opende in nieuwe winkelcentra in Indiana, moest Block's wachten totdat Goldblatt's in januari 1981 zijn Wasson's-winkel in de College Mall sloot. Nadat de verbouwing in augustus 1981 was voltooid, voegde Block de twee vestigingen in Bloomington samen met een oppervlakte van 5.600 m². De winkel werd in oktober 1987 omgebouwd tot een Lazarus-winkel en uiteindelijk in 2003 gesloten.
Nadat Block's de hoek van Indiana Avenue en Kirkwood Avenue had verlaten, werd de locatie vanaf 1980 ingenomen door de Space Port Video Arcade totdat deze in 1995 gedwongen werd te vertrekken toen de universiteit de locatie kocht voor de bouw van het Carmichael Center. 

## Regionale expansie
Vanaf 1958 opende Block's winkels die als ankerwinkel dienden in het Glendale Shopping Center (1958), Southern Plaza (1961), Lafayette Square Mall (1969) en de Washington Square Mall (1974), allemaal in Indianapolis. Daarnaast werden er ankerwinkels geopend in de Tippecanoe Mall (1974) in Lafayette en de Markland Mall (1974) in Kokomo.
Block's opende ook een winkel die diende als ankerwinkel voor de uitbreiding van het Greenwood Park Mall in 1980, toen het oorspronkelijke niet-overdekte Greenwood Center werd omgebouwd tot een overdekt winkelcentrum. 
The Glendale en het Southern Plaza waren openluchtwinkelcentra toen Block's er opende. The Glendale werd in 1969 overdekt en het Southern Plaza bleef onoverdekt. De overige locaties waren oorspronkelijk ontworpen als overdekte winkelcentra.

## Uitbreiding in Ohio
Om kosten te besparen begon Allied Stores in de jaren 1980 kleine warenhuisketens samen te voegen tot grotere. In 1984 fuseerde Allied Stores de single store-divisie Edward Wren Co. in Springfield, Ohio, met de grotere winkeldivisie van Block. De oorspronkelijke Wren-winkel in het centrum van Springfield bevond zich in een economisch achtergebleven gebied, ver buiten het normale  reclamegebied van Block. Deze winkel had het moeilijk om te concurreren met de warenhuizen die zich 8 km verderop bevonden, in de Upper Valley Mall die in 1971 net was geopend. Lazarus sloot zijn winkel al snel nadat het in 1987 de Block's-keten had overgenomen, omdat er al een Lazarus-winkel (voorheen een Shillito-Rike's-winkel die Lazarus het jaar ervoor had overgenomen) in het Upper Valley Mall was gevestigd. 

## Televisiestation
Block's was een belangrijke RCA-dealer en om de nieuw uitgevonden televisieontvangers eind jaren 1930 te kunnen verkopen, was er een lokaal televisiestation nodig. Block's schafte wat tv-uitzendapparatuur aan met een kleine toren boven de hoofdvestiging en was kortstondig in de lucht. De Amerikaanse deelname aan de Tweede Wereldoorlog zorgde er echter voor dat deze kleine operatie werd opgeschort en de uitrusting werd overgebracht naar het plaatselijke opleidingscentrum van de marine. In 1947 kreeg Block's van de Federal Communications Commission (FCC) een bouwvergunning voor televisiestation WWHB, kanaal 3. De roepletters van het station waren in 1949 veranderd in WUTV, toen Block's probeerde de vergunning te verkopen aan radiostation WIRE, voordat om intrekking ervan werd gevraagd, omdat het station niet wilde beginnen met uitzenden. 

## Fusie
De William H. Block Co. werd in 1962 voor $7,5 miljoen in contanten en aandelen overgenomen door Allied Stores. In 1987 werd Block's verkocht aan Federated Department Stores, waarna de naam Block's werd opgeheven en veel winkels werden omgedoopt tot Lazarus.
Lazarus sloot in 1993 de winkel in het centrum van Illinois Street. In 2003 werden de bovenste zeven verdiepingen van het winkelpand aan Illinois Street omgebouwd tot appartementen en bleef de begane grond een winkelruimte; het complex heet The Block. 
Op drie winkellocaties (Greenwood Park, Washington Square en Lafayette Square) waar zowel Lazarus- als Block-winkels gevestigd waren, liquideerde Lazarus de voorraad in de voormalige Block-winkels en verkocht de huurcontracten voor de kleinste van de twee winkels op elke locatie aan Montgomery Wards.
In totaal werden vijf vestigingen van Block direct na de fusie gesloten. Ook de winkels in het centrum van Springfield en het openluchtwinkelcentrum Southern Plaza werden gesloten. De locatie in Springfield bleef meer dan tien jaar leegstaan, terwijl het gebouw Southern Plaza werd gesloopt en vervangen door een Kroger-supermarkt.
In 2005 bestond geen van de voormalige Block's-locaties meer.